# Адзя Конг
Эрика Сисидо (яп. 宍戸 江利花 Сисидо Эрика, род. 25 сентября 1970 года, Токио, Япония) — японский реслер, известная под именем Адзя Конг (яп. アジャ・コング Адзя Конгу). Она является основателем организации реслинга ARSION, а также обладателем множества титулов, как одиночных, так и командных, в основном в All Japan Women's Pro-Wrestling.

## Карьера в реслинге

### All Japan Women’s Pro-Wrestling
Сисидо выпускница подготовительной школы All Japan Women's Pro-Wrestling (AJW), которую она окончила в 1986 году. Летом 1986 года она совершила свой дебют на ринге в матче против Тоёды Нориё. Вскоре после дебюта Сисидо присоединилась к злодейской группировке Gokuaku Domei (яп. 極悪同盟 Гокуаку до:мэй, «злодейский альянс»), где её командным партнёром стала Нобуко Кимура. После того как 1988 году группировка распалась, Сисидо и Кимура перестали выступать вместе до 1990 года, кода они основали команду Jungle Jack. Теперь они получили имена Адзя Конг и Бизон Кимура и стали враждовать с Булл Накано и её группировкой Gokumon-to. Конг и Кимуре дважды удалось выиграть титулы командных чемпионов WWWA. 11 января 1991 года они проиграли матч с волосами на кону и обе были обриты налысо.
Конг стала бороться в одиночных матчах преследуя одиночный титул WWWA. После ряда неудачных попыток, 15 ноября 1992 года ей удалось выиграть титул у Накано, которая успешно защищала его три года подряд.

### World Wrestling Federation
В 1995 году Конг появилась на шоу World Wrestling Federation (WWF), где она на PPV Survivor Series привела свою команду к победе удержав всех четырёх соперниц, включая действующего чемпиона WWF Аландру Блейз. Конг появилась в двух эпизодах Monday Night Raw, победив оба раза.
Конг должна была сразиться с Алундрой Блейз за титул на Royal Rumble в начале 1996 года, но Блейз была уволена и матч не состоялся.

### Arsion
В 1997 году Конг покинула AJW и основала свою организацию Hyper Visual Fighting ARSION, которую она возглавляла до 12 февраля 2001 года, когда она покинула компанию.

### Независимые выступления в Японии
30 апреля 2004 года на шоу Gaea Japan Limit Break, Конг сразилась с дебютировавшей в Японии Невероятной Конг. В тот же день они основали команду W Kong. 5 мая 2004 года их команда одолела Тигусу Нагаё и Львицу Асуку за титулы командных чемпионов AAAW. 20 сентября W Kong проиграли титулы Манами Тоёте и Риэко Амано. Также W Kong выигрывали командные титулы AJW и Ladies Legend Pro-Wrestling. 6 июня 2006 года, Эрика и Маргарет победили Ватару Сакату и Рёдзи Саи в матче за командные титулы Hustle. 9 октября 2006 года они проиграли эти титулы Баббе Рею и Дивону. 26 августа 2015 года Конг снова объединилась в команду с Невероятной Конг.
Конг также принимала участие в шоу Oz Academy, где завоёвывала чемпионский титул.

### Независимые выступления в США
В декабре 2011 года Конг приняла участие в шоу JoshiMania организации Chikara, проиграв Саре дель Рэй в главном событии 2 декабря. На следующий день Конг победила в главном событии Аяко Хамаду. На третий день она в команде с Мио Сирай и Цубасой Курагаки победила Ханако Накамори, Манами Тоёту и Савако Симоно.
Конг приняла участие в шоу Shimmer Women Athletes 11 апреля 2015 года. Она стала неожиданной участницей прощального матча Томоки Накагавы.
11 ноября 2017 года Конг вернулась в Shimmer Women Athletes, где присоединилась к злодейской группировке Trifecta, в которую входили Мерседес Мартинес и Николь Савой.

## Личная жизнь
Мать Конг — японка, а отец — афроамериканец. Её отец служил в армии.

## Гиммик
- Завершающие приёмы
  - Brainbuster[3]
  - Diving back elbow drop
  - Uraken (Backfist)[3]
- Коронные приёмы
  - Aja Bomb (Package piledriver)[3]
  - Belly-to-back suplex[3]
  - Avalanche Northern Lights suplex[3]
  - Powerslam[3]
  - Tope suicida[3]
- Прозвища
  - «Дочь Кинг-Конга»[17]
- Музыкальные темы
  - «The Hellion» / «Electric Eye» от Judas Priest[3][18]

## Титулы и награды
- All Japan Women's Pro-Wrestling
  - AJW Championship (1 раз)[19]
  - AJW Tag Team Championship (1 раз) — с Набоко Кимурой[20]
  - All Pacific Championship (1 раз)[21]
  - WWWA World Single Championship (2 раза)[22]
  - WWWA World Tag Team Championship (4 раза) — с Гриззли Ивамото (1), Бизон Кимурой (2) и Невероятной Конг (1)[23]
  - Japan Grand Prix (1992, 1996)
  - Tag League the Best (1992) — с Кёко Иноуэ
  - Зал славы AJW (1998)[24]
- Arsion
  - Queen of Arsion Championship (1 раз)[25]
  - Twin Star of Arsion Championship (1 раз) — с Марико Ёсидой[26]
- Dramatic Dream Team
  - KO-D 6-Man Tag Team Championship (1 раз) — с Дансёку Дино и Макото Оиси[27]
  - Ironman Heavymetalweight Championship (3 раза)[28]
- GAEA Japan
  - AAAW Single Championship (3 раза)[29]
  - AAAW Tag Team Championship (3 раза) — с Маюми Одзаки (1), Дэвил Мамами (1) и Невероятной Конг (1)[30]
- HUSTLE
  - HUSTLE Super Tag Team Championship (1 раз) — с Маргарет[31]
- JWP Joshi Puroresu
  - JWP Tag Team Championship (1 раз) — с Сатиэ Абэ[32]
- Ladies Legend Pro-Wrestling
  - LLPW Tag Team Championship (1 раз) — с Невероятной Конг
- OZ Academy
  - OZ Academy Openweight Championship (3 раза)[33]
  - OZ Academy Tag Team Championship (4 раза) — с Хироё Мацумото (1), Каору Ито (1), Соноко Като (1) и Хикару Сидой (1)[34]
  - Best Bout Award (2011) против Маюми Одзаки, 10 апреля 2011 года[35]
  - Best Singles Match Award (2012) против Ран Ю-Ю, 14 октября 2012 года[36]
  - Best Tag Team Match Award (2012) с Соноко Като против Акино и Аюми Курихары, 19 августа 2012 года[36]
  - MVP Award (2010)[37]
- Sendai Girls' Pro Wrestling
  - Sendai Girls World Championship (1 раз)[38]
- Награды Wrestling Observer Newsletter
  - Пятизвёздочный матч (1993) с Сакиэ Хасэгавой, Кёко Иноуэ и Такако Иноуэ против Динамит Кансай, Кьюти Судзуки, Маюми Одзаки и Хикари Фукуоки
  - Пятизвёздочный матч (1994) против Манами Тоёты
  - Пятизвёздочный матч (1995) против Манами Тоёты
  - Зал славы Wrestling Observer Newsletter (2006)